# Референдумы в Швейцарии (1942)
Референдумы в Швейцарии проходили 25 января и 3 мая 1942 года. Январский референдум был гражданской инициативой по введению прямых выборов в Федеральный совет и увеличению количества мест в Совете. Инициатива была отклонена избирателями. Майский референдум проходил по гражданской инициативе о реорганизации Национального совета. Инициатива была организована руководителем Независимого альянса либеральным политиком Отто Пфандлером и касалась проблемы отсутствия депутатов при голосованиях в Национальном совете. Инициатива была отклонена..

## Избирательная система
Оба референдума были гражданскими инициативами и требовали двойного большинства для одобрения: избирателей и кантонов.

## Результаты

### Январь: О прямых выборах в Федеральный совет
| Выбор                                | Общее голосование | Общее голосование | Кантоны | Кантоны | Кантоны |
| Выбор                                | Голосов           | %                 | Полных  | Полу-   | Всего   |
| ------------------------------------ | ----------------- | ----------------- | ------- | ------- | ------- |
| За                                   | 251 605           | 32,4              | 0       | 0       | 0       |
| Против                               | 524 127           | 67,6              | 19      | 6       | 22      |
| Пустых бюллетеней                    | 13 381            | –                 | –       | –       | –       |
| Недействительных бюллетеней          | 3 311             | –                 | –       | –       | –       |
| Всего                                | 792 424           | 100               | 19      | 6       | 22      |
| Зарегистрированных избирателей/ Явка | 1 278 688         | 62,0              | –       | –       | –       |
| Источник: Nohlen & Stöver            |                   |                   |         |         |         |

### Май: Реорганизация Национального совета
| Выбор                                | Общее голосование | Общее голосование | Кантоны | Кантоны | Кантоны |
| Выбор                                | Голосов           | %                 | Полных  | Полу-   | Всего   |
| ------------------------------------ | ----------------- | ----------------- | ------- | ------- | ------- |
| За                                   | 219 629           | 34,9              | 0       | 1       | 0.5     |
| Против                               | 408 821           | 65,1              | 19      | 5       | 21.5    |
| Пустых бюллетеней                    | 30 543            | –                 | –       | –       | –       |
| Недействительных бюллетеней          | 1 825             | –                 | –       | –       | –       |
| Всего                                | 660 818           | 100               | 19      | 6       | 22      |
| Зарегистрированных избирателей/ Явка | 1 283 487         | 51,5              | –       | –       | –       |
| Источник: Nohlen & Stöver            |                   |                   |         |         |         |